# Năng lượng hoạt hóa
Năng lượng hoạt hóa của chất là năng lượng tối thiểu cần cung cấp cho các tiểu phân để chúng trở thành hoạt động (có khả năng phản ứng).
Đối với phản ứng
aA + bB --> Sản phẩm
Năng lượng hoạt hóa E* được tính bằng:
E* = E*(A) + E*(B) = E(tt) - E(bđ)
Trong đó:
+ E*(A), E*(B): năng lượng hoạt hóa của các chất phản ứng A, B.
+ E(bđ), E(tt): năng lượng ban đầu, năng lượng tối thiểu để phản ứng có thể xảy ra.
Năng lượng hoạt hóa càng nhỏ thì càng có nhiều tiểu phân tử hoạt động nên tốc độ phản ứng càng lớn.
Không chỉ vậy, năng lượng hoạt hóa có ảnh hưởng đến tốc độ phản ứng, kích thước, hình dạng, nhất là sự định hướng không gian của các tiểu phân khi va chạm của các tiểu phân hoạt động đóng vai trò quan trọng đối với tốc độ phản ứng.
Trong hóa học và vật lý, Năng lượng Kích hoạt là năng lượng phải được cung cấp cho hệ thống hóa học hoặc hạt nhân  với các chất phản ứng tiềm năng dẫn đến: phản ứng hóa học, phản ứng hạt nhân, hoặc các hiện tượng vật lý khác.
Năng lượng kích hoạt (Ea) của một phản ứng được đo bằng joules (J) và hoặc kilojoules trên mỗi mol (kJ/mol) hoặc kilocalories mỗi mol (kcal/mol).
Năng lượng kích hoạt có thể được coi là độ lớn của hàng rào tiềm năng (đôi khi được gọi là hàng rào năng lượng) tách biệt cực tiểu của bề mặt năng lượng tiềm năng liên quan đến trạng thái nhiệt động ban đầu và cuối cùng. Để phản ứng hóa học hoặc phân chia diễn ra ở tốc độ hợp lý, nhiệt độ của hệ thống phải đủ cao để tồn tại số lượng phân tử đáng kể có năng lượng tịnh tiến bằng hoặc lớn hơn năng lượng kích hoạt.
Thuật ngữ Kích hoạt năng lượng được giới thiệu vào năm 1889 bởi nhà khoa học người Thụy Điển Svante Arrhenius.

## Sự phụ thuộc nhiệt độ và mối quan hệ với phương trình Arrhenius
Các phương trình Arrhenius cung cấp cho các cơ sở định lượng về mối quan hệ giữa năng lượng kích hoạt và tốc độ mà một phản ứng tiến hành. Từ phương trình, năng lượng kích hoạt có thể được tìm thấy thông qua mối quan hệ.
Trong đó A là yếu tố theo cấp số nhân của phản ứng, R là hằng số khí phổ, T là nhiệt độ tuyệt đối (thường tính bằng kelvins) và k là hệ số tốc độ phản ứng. Ngay cả khi không biết A, Ea có thể được đánh giá từ sự thay đổi của các hệ số tốc độ phản ứng như là một hàm của nhiệt độ (trong phạm vi hiệu lực của phương trình Arrhenius).
Ở cấp độ nâng cao hơn, thuật ngữ năng lượng kích hoạt Arrhenius ròng từ phương trình Arrhenius được coi là một tham số xác định thực nghiệm cho thấy độ nhạy của tốc độ phản ứng với nhiệt độ. Có hai sự phản đối để liên kết năng lượng kích hoạt này với hàng rào ngưỡng cho một phản ứng cơ bản. Đầu tiên, thường không rõ liệu phản ứng có tiến hành trong một bước hay không; các rào cản ngưỡng được tính trung bình trên tất cả các bước cơ bản có ít giá trị lý thuyết. Thứ hai, ngay cả khi phản ứng đang được nghiên cứu là cơ bản, một phổ các va chạm riêng lẻ góp phần vào các hằng số tốc độ thu được từ các thí nghiệm khối lượng lớn (bóng đèn) liên quan đến hàng tỷ phân tử, với nhiều hình dạng và góc va chạm của chất phản ứng khác nhau.

## Chất xúc tác
Mối quan hệ giữa năng lượng kích hoạt (Ea) và enthanpy của sự hình thành (H) có và không có chất xúc tác, âm mưu chống lại tọa độ phản ứng. Vị trí năng lượng cao nhất (vị trí cực đại) đại diện cho trạng thái chuyển tiếp. Với chất xúc tác, năng lượng cần thiết để vào trạng thái chuyển tiếp giảm, do đó giảm năng lượng cần thiết để bắt đầu phản ứng.
Một chất làm thay đổi trạng thái chuyển tiếp để giảm năng lượng kích hoạt được gọi là chất xúc tác; một chất xúc tác chỉ bao gồm protein và (nếu có) các đồng yếu tố phân tử nhỏ được gọi là enzyme. Một chất xúc tác làm tăng tốc độ phản ứng mà không bị tiêu thụ trong phản ứng.  Ngoài ra, chất xúc tác làm giảm năng lượng kích hoạt, nhưng nó không làm thay đổi năng lượng của các chất phản ứng hoặc sản phẩm ban đầu, và do đó không thay đổi trạng thái cân bằng.  Thay vào đó, năng lượng chất phản ứng và năng lượng sản phẩm vẫn giữ nguyên và chỉ có năng lượng kích hoạt bị thay đổi (giảm xuống).
Một chất xúc tác có thể làm giảm năng lượng kích hoạt bằng cách hình thành trạng thái chuyển tiếp theo cách thuận lợi hơn. Các chất xúc tác, về bản chất, tạo ra sự phù hợp "thoải mái" hơn cho chất nền của phản ứng để tiến tới trạng thái chuyển tiếp. Điều này có thể là do sự giải phóng năng lượng xảy ra khi chất nền liên kết với vị trí hoạt động của chất xúc tác. Năng lượng này được gọi là Năng lượng liên kết. Khi liên kết với chất xúc tác, các chất nền tham gia vào nhiều lực ổn định trong khi ở vị trí hoạt động (tức là liên kết hydro, lực van der Waals). Liên kết cụ thể và thuận lợi xảy ra trong vị trí hoạt động cho đến khi chất nền hình thành trạng thái chuyển đổi năng lượng cao. Hình thành trạng thái chuyển tiếp thuận lợi hơn với chất xúc tác vì các tương tác ổn định thuận lợi trong quá trình phát hành trang hoạt động năng lượng. Một phản ứng hóa học có thể tạo ra một phân tử trạng thái chuyển tiếp năng lượng cao dễ dàng hơn khi có sự phù hợp ổn định trong vị trí hoạt động của chất xúc tác. Năng lượng liên kết của một phản ứng là năng lượng này được giải phóng khi xảy ra tương tác thuận lợi giữa chất nền và chất xúc tác. Năng lượng liên kết được giải phóng hỗ trợ trong việc đạt được trạng thái chuyển tiếp không ổn định. Các phản ứng khác không có chất xúc tác cần một nguồn năng lượng đầu vào cao hơn để đạt được trạng thái chuyển tiếp. Phản ứng không xúc tác không có sẵn năng lượng tự do từ các tương tác ổn định vị trí hoạt động, chẳng hạn như phản ứng enzyme xúc tác.

## Mối quan hệ với năng lượng kích hoạt Gibbs
Trong phương trình Arrhenius, thuật ngữ năng lượng kích hoạt (E a) được sử dụng để mô tả năng lượng cần thiết để đạt đến trạng thái chuyển tiếp và mối quan hệ theo cấp số nhân k = A exp (- E a / RT). Trong lý thuyết trạng thái chuyển tiếp, một mô hình phức tạp hơn về mối quan hệ giữa tốc độ phản ứng và trạng thái chuyển tiếp, một mối quan hệ toán học tương tự bề ngoài, phương trình Eyring, được sử dụng để mô tả tốc độ của phản ứng: k = (k B T / h) exp (C G ‡ /RT). Tuy nhiên, thay vì mô hình hóa sự phụ thuộc nhiệt độ của tốc độ phản ứng theo phương pháp luận, phương trình Eyring mô hình bước cơ bản của từng phản ứng. Do đó, đối với một quá trình nhiều bước, không có mối quan hệ đơn giản giữa hai mô hình. Tuy nhiên, các dạng chức năng của phương trình Arrhenius và Eyring là tương tự nhau, và đối với quy trình một bước, các tương ứng đơn giản và có ý nghĩa hóa học có thể được rút ra giữa các tham số Arrhenius và Eyring.
Thay vì sử dụng E a, phương trình Eyring sử dụng khái niệm năng lượng Gibbs và ký hiệu Δ G ‡ để biểu thị năng lượng Gibbs kích hoạt để đạt được trạng thái chuyển tiếp. Trong phương trình, k B và h lần lượt là các hằng số Boltzmann và Planck. Mặc dù các phương trình trông tương tự nhau, điều quan trọng cần lưu ý là năng lượng Gibbs chứa một thuật ngữ entropic ngoài thuật ngữ entanpi. Trong phương trình Arrhenius, hạn entropy này được chiếm bởi các yếu tố trước mũ Một. Cụ thể hơn, chúng ta có thể viết năng lượng kích hoạt miễn phí Gibbs theo entanpy vàentropy kích hoạt: Δ G ‡ = Δ H ‡ - T Δ S ‡. Sau đó, đối với phản ứng không phân tử, một bước, các mối quan hệ gần đúng E a = H ‡ + RT và A = (k B T / h) exp (1 + Δ S ‡ / R) giữ. Tuy nhiên, lưu ý rằng trong lý thuyết Arrhenius thích hợp, A độc lập với nhiệt độ, trong khi ở đây, có sự phụ thuộc tuyến tính vào T. Đối với quy trình đơn phân tử một bước có chu kỳ bán rã ở nhiệt độ phòng khoảng 2 giờ, Δ G ‡ xấp xỉ 23 kcal / mol. Đây cũng là độ lớn của E a đối với phản ứng xảy ra trong vài giờ ở nhiệt độ phòng. Do tầm quan trọng tương đối nhỏ của T Δ S ‡ và RT ở nhiệt độ bình thường đối với hầu hết các phản ứng, trong bài giảng luộm thuộm, E một, Δ G ‡, và Δ H ‡ thường lồng việc và tất cả được gọi là "năng lượng kích hoạt".
Tuy nhiên, toàn bộ sự thay đổi năng lượng tự do của một phản ứng không phụ thuộc vào năng lượng kích hoạt. Phản ứng vật lý và hóa học có thể là exergonic hoặc endergonic, nhưng năng lượng kích hoạt không liên quan đến tính tự phát của phản ứng. Sự thay đổi năng lượng phản ứng tổng thể không bị thay đổi bởi năng lượng kích hoạt.

## Năng lượng kích hoạt tiêu cực
Trong một số trường hợp, tốc độ phản ứng giảm khi nhiệt độ tăng. Khi tuân theo mối quan hệ theo cấp số nhân để hằng số tốc độ vẫn có thể phù hợp với biểu thức Arrhenius, điều này dẫn đến giá trị âm của E a. Các phản ứng cơ bản thể hiện các năng lượng kích hoạt tiêu cực này thường là các phản ứng không có rào cản, trong đó quá trình phản ứng phụ thuộc vào việc bắt giữ các phân tử trong một giếng tiềm năng. Việc tăng nhiệt độ dẫn đến giảm xác suất các phân tử va chạm bắt giữ nhau (với các va chạm liếc mắt nhiều hơn không dẫn đến phản ứng vì động lượng cao hơn mang các hạt va chạm ra khỏi giếng tiềm năng), được biểu thị như một mặt cắt phản ứng mà giảm khi nhiệt độ tăng. Một tình huống như vậy không còn dẫn đến những diễn giải trực tiếp như chiều cao của một rào cản tiềm năng.